# مطار ملكال
مطار ملكال (إياتا: MAK، إيكاو: HSSM) هو مطار دولي يخدم ملكال، وهي مدينة في مقاطعة ملكال في ولاية أعالي النيل في جنوب السودان. يقع المطار إلى الشمال مباشرة من مدينة منطقة الأعمال المركزية، بجوار الحرم الجامعي الرئيسي في جامعة أعالي النيل. وتقع ملكال قرب الحدود الدولية مع السودان والحدود مع إثيوبيا.

## تاريخ
في نونبر 2019، دشنت بدر للطيران الخط الجوي جوبا - ملكال.

## شركات الطيران
| شركات الطيران | الوجهات       |
| ------------- | ------------- |
| بدر للطيران   | جوبا، الخرطوم |

## وصلات خارجية
- Photo of Malakal Airport In 2011[وصلة مكسورة]
- Photo of Malakal Airport In 2007
- تاريخ الحوادث لـ (MAK) على شبكة سلامة الطيران.
- Location of Malakal Airport At Google Maps